# Sandur
Sandur là một thị xã panchayat của quận Bellary thuộc bang Karnataka, Ấn Độ.

## Địa lý
Sandur có vị trí 15°06′B 76°33′Đ / 15,1°B 76,55°Đ Nó có độ cao trung bình là 565 mét (1853 feet).

## Nhân khẩu
Theo điều tra dân số năm 2001 của Ấn Độ, Sandur có dân số 27.601 người. Phái nam chiếm 52% tổng số dân và phái nữ chiếm 48%. Sandur có tỷ lệ 62% biết đọc biết viết, cao hơn tỷ lệ trung bình toàn quốc là 59,5%: tỷ lệ cho phái nam là 62%, và tỷ lệ cho phái nữ là 62%. Tại Sandur, 13% dân số nhỏ hơn 6 tuổi.